# Wagnerova skupina
Wagnerova skupina (rusky Группа Вагнера – gruppa Vagnera, též ЧВК Вагнер či anglicky PMC Wagner, celým názvem Soukromá vojenská společnost Wagner, také Wagnerova armáda) je ruská paramilitární organizace, označovaná také jako soukromá armáda Jevgenije Prigožina, která se zúčastnila nebo účastní rozličných ozbrojených konfliktů, jako jsou občanská válka v Sýrii, válka na východní Ukrajině, občanská válka v Libyi nebo při invazi na Ukrajinu. Skupina je pojmenována podle Dmitrije Utkina, zvaného „Wagner“ podle jeho oblíbeného skladatele Richarda Wagnera. Příslušníci skupiny jsou nazýváni wagnerovci, vágnerovci nebo případně přezdívkou „muzikanti“.
Snaha začlenit wagnerovce bojující na Ukrajině do regulérní armády vedla k jejich předčasně ukončené vzpouře proti Moskvě v červnu 2023. Další osud skupiny zůstává zatím nejasný a to zejména poté co její velitel Jevgenij Prigožin 23. srpna 2023 zemřel.

## Organizace
Miliardář Jevgenij Prigožin patřil do okruhu oligarchů, kteří se etablovali v souvislosti se vzestupem Vladimira Putina. Vlastnil síť restaurací a cateringovou firmu Concord Catering, a byl proto mediálně přezdíván Putinův šéfkuchař. Svou spojitost s Wagnerovou skupinou dlouho popíral, ale 26. září 2022 se k založení této skupiny veřejně přiznal v prohlášení firemního účtu na sociální síti Vkontakte.

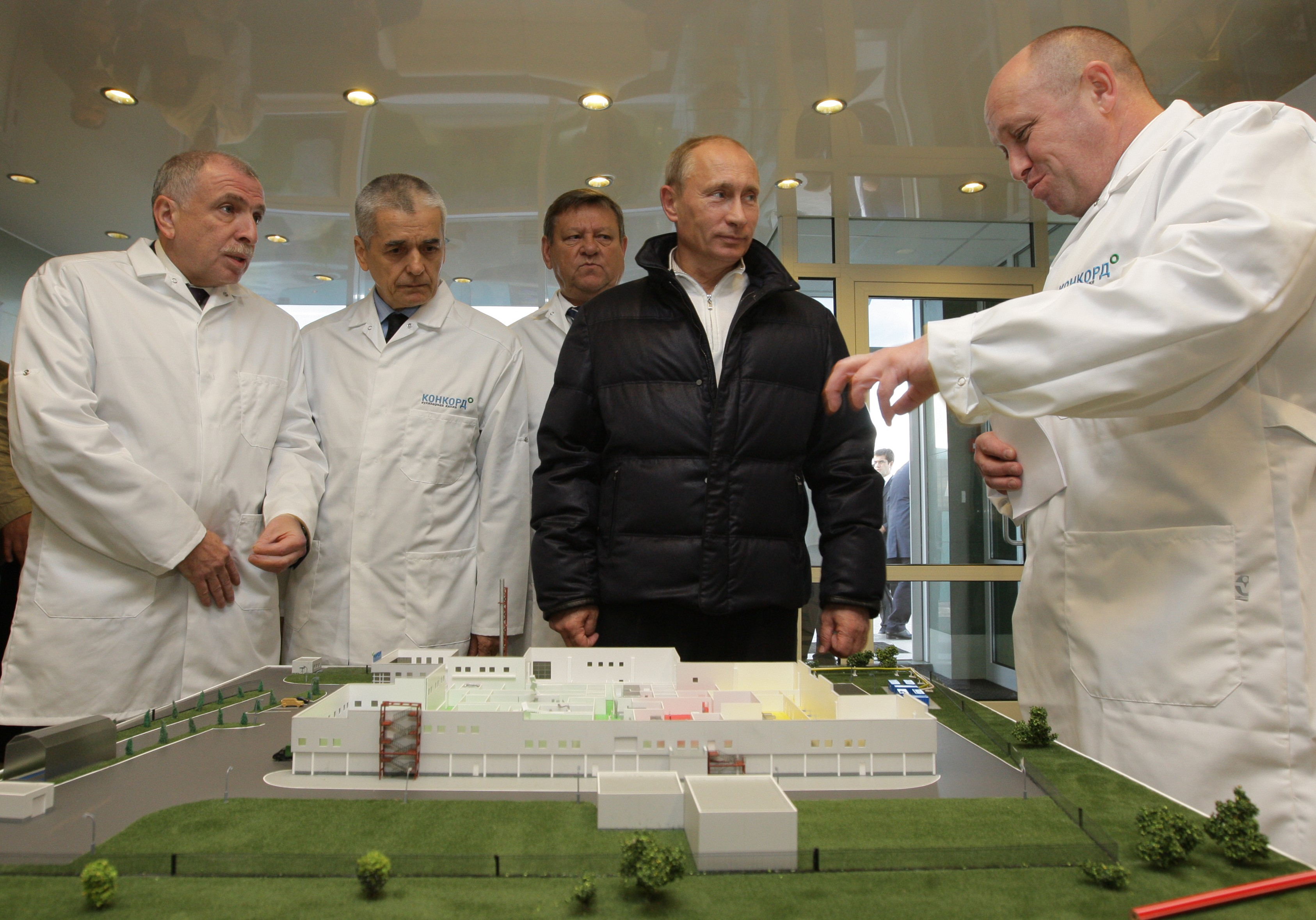
Putin při prohlídce Concord Catering s Prigožinem

Má se za to, že Rusko vojenskou skupinu využívá v konfliktech, kam z diplomatických důvodů nemůže poslat regulérní armádu. Podle investigativního analytika Lukase Andriukaitise je skupina přímo financována Ruskem. Jako vojenský velitel skupiny byl označován Dmitrij Utkin (přezdívkou Wagner), podplukovník speciálních sil a bývalý pracovník vojenské rozvědky GRU. Utkin nosil tetování v oblasti klíční kosti s viditelnými nacistickými symboly organizace SS. V roce 2016 udělil Utkinovi v moskevském Kremlu Řád odvahy osobně Vladimir Putin.

## Podezření ze zločinných akcí
Skupina je spojována s porušováním lidských práv, mučením a podezřeními ze spáchání válečných zločinů. V roce 2017 měli příslušníci skupiny brutálně usmrtit syrského dezertéra, kterého nejprve bili kladivem, následně mu uřízli ruce a hlavu a tělo spálili. 

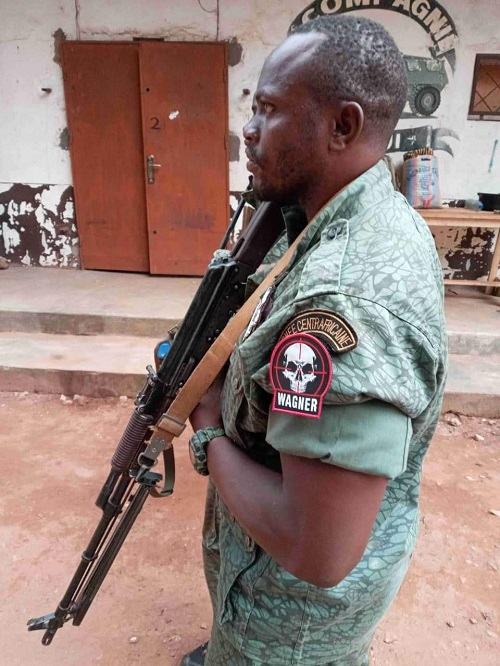
Středoafrický voják s nášivkou wagnerovců

V roce 2021 upozornila na rozsáhlé porušování lidských práv ve Středoafrické republice ze strany Wagnerovy armády zpráva pracovní skupiny OSN. Podle té zde Wagnerova armáda páchá hromadné popravy, mučí zajatce během výslechů a dopouští se dalšího násilí, které vyhání místní obyvatelstvo. 28. července 2018 byli ve Středoafrické republice zavražděni tři ruští žurnalisté, kteří natáčeli dokumentární film o skupině Wagnera, nyní je z jejich vraždy podezírána.
Dne 13. listopadu 2022 kanál GreyZone, spojovaný se skupinou, na sociální síti Telegram publikoval videozáznam zachycující vraždu Jevgenije Nužina údery perlíku do hlavy. Nužin byl příslušníkem Wagnerovy skupiny naverbovaným z výkonu trestu odnětí svobody, který v září 2022 upadl do ukrajinského zajetí a po svém návratu na ruskou stranu v rámci výměny zajatců byl obviněn z dezerce.

## Sankce proti skupině
Na Prigožina, který napojení na skupinu popíral, uvalilo v prosinci 2016 sankce Ministerstvo financí Spojených států amerických kvůli zapojení Ruska do ukrajinského konfliktu. Další sankce toto ministerstvo uvalilo v červnu 2017 přímo proti skupině a Utkinovi. Další sankce proti skupině z USA přišly v září 2018 a následně v červenci 2020. V říjnu 2020 potom sankcionovala Evropská unie a Spojené království Prigožina za účast na aktivitách Wagnerovy skupiny v Libyi. V červnu 2022 Tribunál Evropské unie sankce zahrnující zmražení majetku potvrdil a konstatoval, že důkazy o Prigožinově spojení s žoldnéřskou Wagnerovou skupinou jsou dostatečné: „S ohledem na kontext navíc obsahuje důkazní spis konkrétní, přesné a shodující se informace dokládající úzké a četné vztahy, které Jevgenij Viktorovič Prigožin udržuje s Wagnerovou skupinou.“ V prosinci 2021 sankcionovala Evropská unie některé činitele z Wagnerovy skupiny za destabilizační aktivity na Ukrajině.
Na konci ledna 2023 oznámily USA, že označí Wagnerovu skupinu za „významnou nadnárodní zločineckou organizaci“, čímž umožní uvalit na ni následně silnější sankce.

## Právní status v Rusku
Poskytování vojenských služeb soukromými společnostmi (najímání) v Rusku je zakázáno zákonem; za účast v ozbrojených konfliktech na území jiné země stanovuje trestní zákoník Ruské federace až sedm let odnětí svobody (článek 359), za nábor, výcvik a financování žoldnéře do 15 let.
Wagnerova skupina sdílí užívání základny GRU Molkino v ruském Krasnodarském kraji s 10. brigádou specnaz GRU. Využívá také další infrastrukturu ruských ozbrojených sil, například vojenské nemocnice, a její příslušníci jsou transportováni letouny VKS RF, například v rámci jejich nasazení v Sýrii.

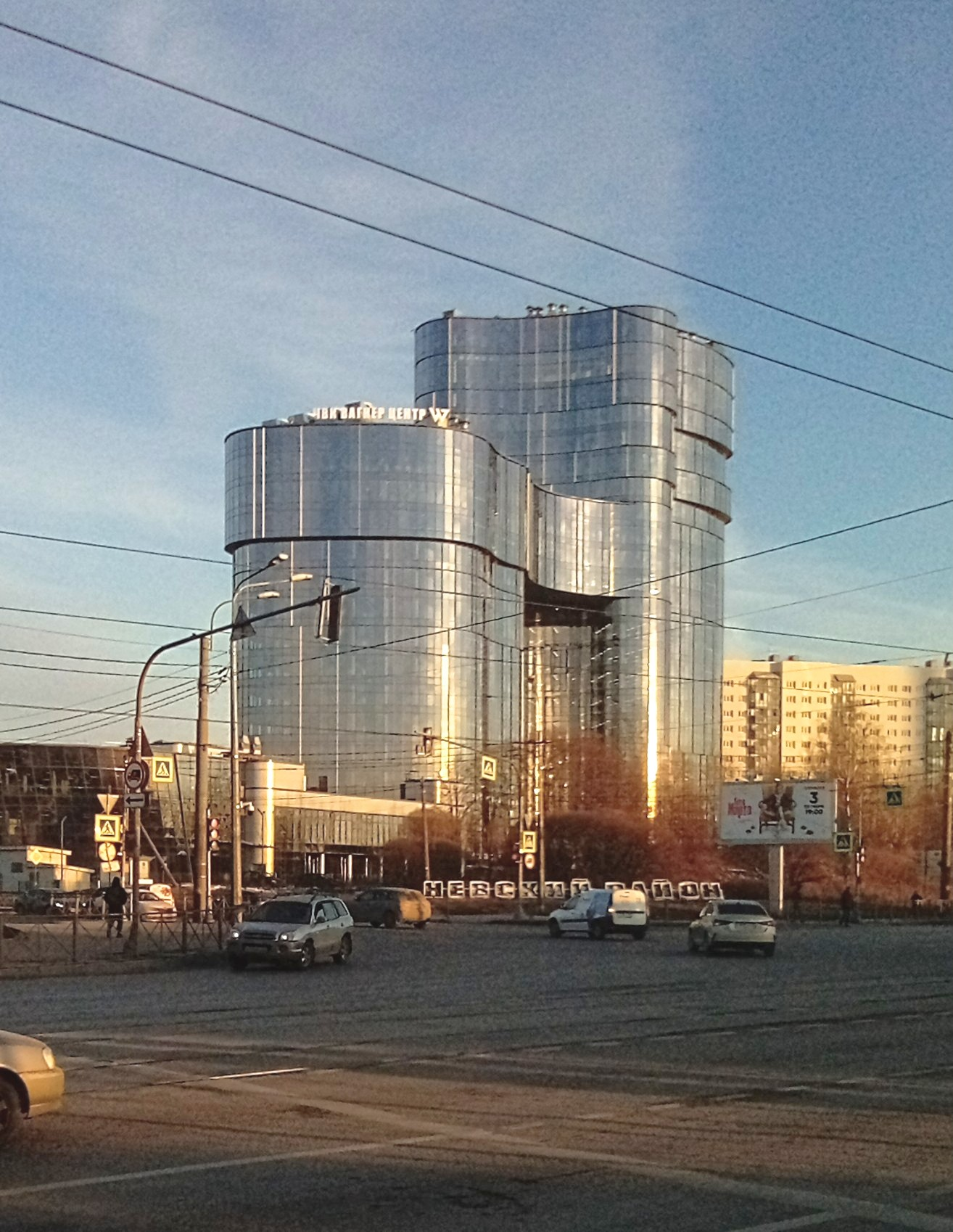
Centrum v Sankt-Petěrburgu

Dne 7. listopadu 2022 Wagnerova skupina za účasti médií a představitelů ruských uniformovaných složek v Sankt-Petěrburgu slavnostně otevřela komplex budov, které mají sloužit jako sídlo její administrativy a současně také „technologického think-tanku vyvíjejícího inovace pro dosažení cílů ku prospěchu Ruské federace.“
25. ledna 2023 předseda Státní dumy Ruské federace Vjačeslav Volodin veřejně podpořil návrh, aby byla kritika Wagnerovy skupiny stíhána podle stejných ustanovení jaká se, podle ruského právního řádu, vztahují na publikování negativních či jiných nepříznivých informací o pravidelných ozbrojených silách Ruska.
Ve veřejném projevu proneseném 27. června 2023, po neúspěšné vzpouře skupiny, ruský prezident Vladimir Putin uvedl, že skupina byla podporována státem a plně financována z rozpočtu Ruské federace, a jen za období mezi květnem 2022 a 2023 jí bylo vyplaceno 86 miliard rublů.
V listopadu 2023 byla organizace, nově vedená Pavlem Prigožinem, pětadvacetiletým synem původního zakladatele skupiny Jevgenije Prigožina, převedena do podřízenosti Národní gardě Ruské federace. Do budoucna bylo také útvaru zakázáno verbovat příslušníky z řad osob ve výkonu trestu.
Části organizace působící v subsaharské Africe přešly do gesce ruského ministerstva obrany a od konce listopadu 2023 jsou známy pod názvem Africa Corps (rusky Африканский корпус), v odkazu na podobně pojmenovanou formaci Afrika Korps nacistického Německa.

## Ruská invaze na Ukrajinu
Deník The Times tvrdí, že před ruskou invazí na Ukrajinu, která začala 24. února 2022, přiletělo ve druhé polovině ledna z Afriky více než 400 kontraktorů Wagnerovy skupiny, jejichž úkolem bylo zavraždit ukrajinského prezidenta Volodymyra Zelenského a jeho vládu, a připravit tak půdu pro převzetí kontroly Ruskem. Ukrajinská vláda obdržela informace v tomto smyslu brzy ráno 26. února, načež vyhlásila 36hodinový „tvrdý“ zákaz vycházení, aby prohledala hlavní město kvůli „ruským sabotérům“. Předchozího dne vláda prohlásila, že její síly zabily v Kyjevě 60 sabotérů, kteří se vydávali za jednotku teritoriální obrany. Krátce poté, co vláda obdržela tyto informace, vypukly v západním a severovýchodním Kyjevě těžké boje, přičemž Ukrajina prohlásila, že odrazila útok na vojenskou základnu. Do rána ukrajinské síly zajistily hlavní město. Spojené státy označily ruské síly, které vstoupily do Kyjeva, za „průzkumné prvky“. O dva dny později americký představitel uvedl, že existují „určité náznaky“, že byla nasazena Wagnerova skupina, ale nebylo jasné, kde a v jakém množství. Do 3. března Zelenskyj podle listu The Times přežil tři pokusy o atentát, z nichž dva údajně zorganizovala Wagnerova skupina. Dne 8. března ukrajinská armáda prohlásila, že od začátku ruské invaze byli zabiti první příslušníci Wagnerovy skupiny, a 13. března byla jmenovitě potvrzena první smrtelná oběť.

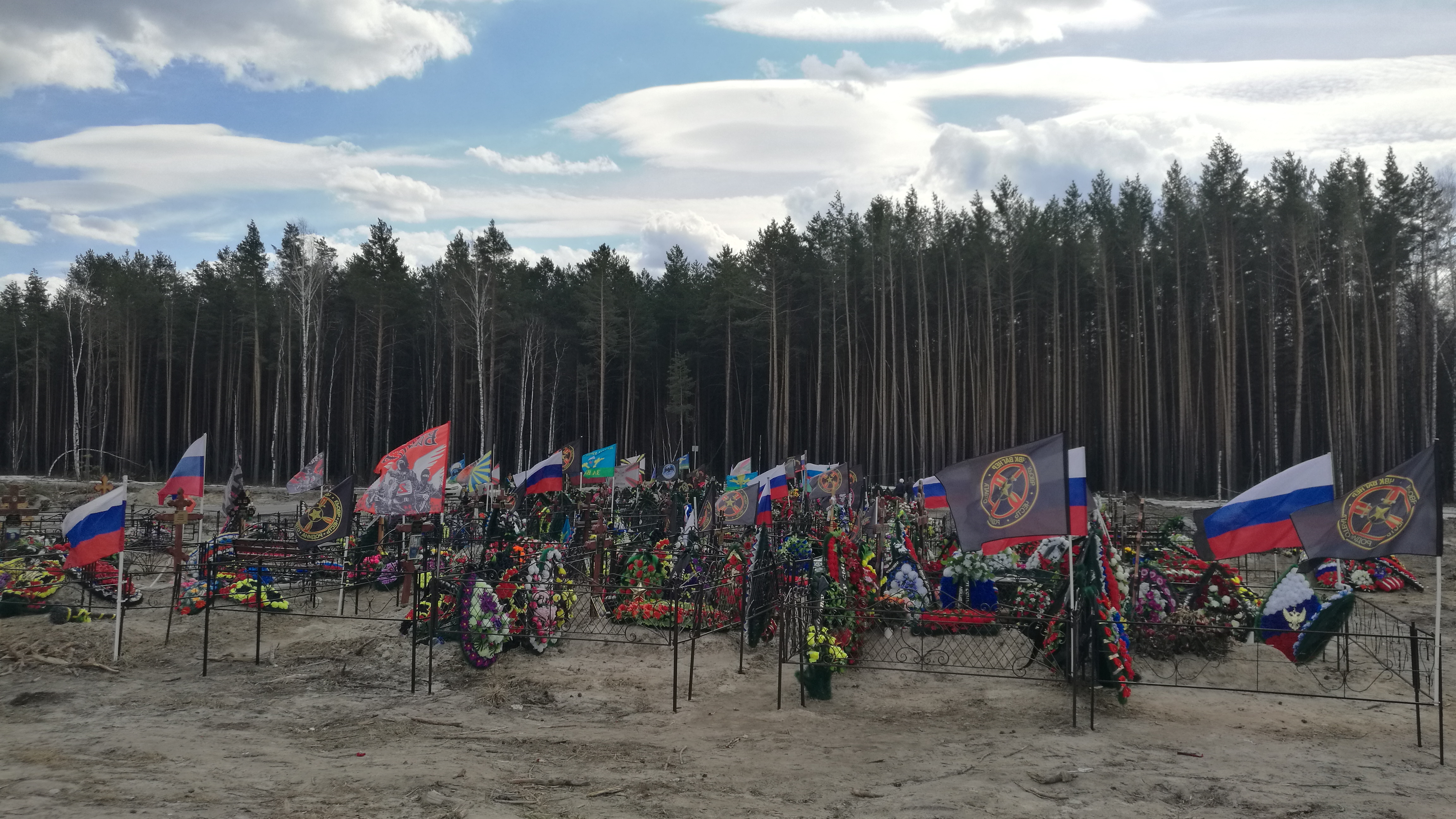
Pohřebiště na Ukrajině padlých wagnerovců v Ťumeni, 2023

Během invaze ukrajinská armáda tvrdila, že se Wagnerova skupina přejmenovala na Liga, a ve svých zprávách je takto označovala.
Koncem března se očekávalo, že počet Wagnerových kontraktorů na Ukrajině se ztrojnásobí na nejméně 1 000 z přibližně 300 na začátku invaze a že se budou soustředit na oblast Donbasu na východě Ukrajiny.
Dne 7. dubna bylo oznámeno, že podle německé Spolkové zpravodajské služby hráli Wagnerovi kontraktoři hlavní roli v masakru v Buči. Zachycená rádiová komunikace údajně naznačovala, že zvěrstva byla součástí plánu na vyvolání strachu v obyvatelstvu.
Ukrajinská armáda 8. dubna tvrdila, že Wagnerova skupina byla zasažena dělostřeleckým úderem u Popasné a několik jejích příslušníků bylo zabito. UNIAN tvrdí, že ukrajinští vojáci přezdívali žoldnéřům „hudebníci“.

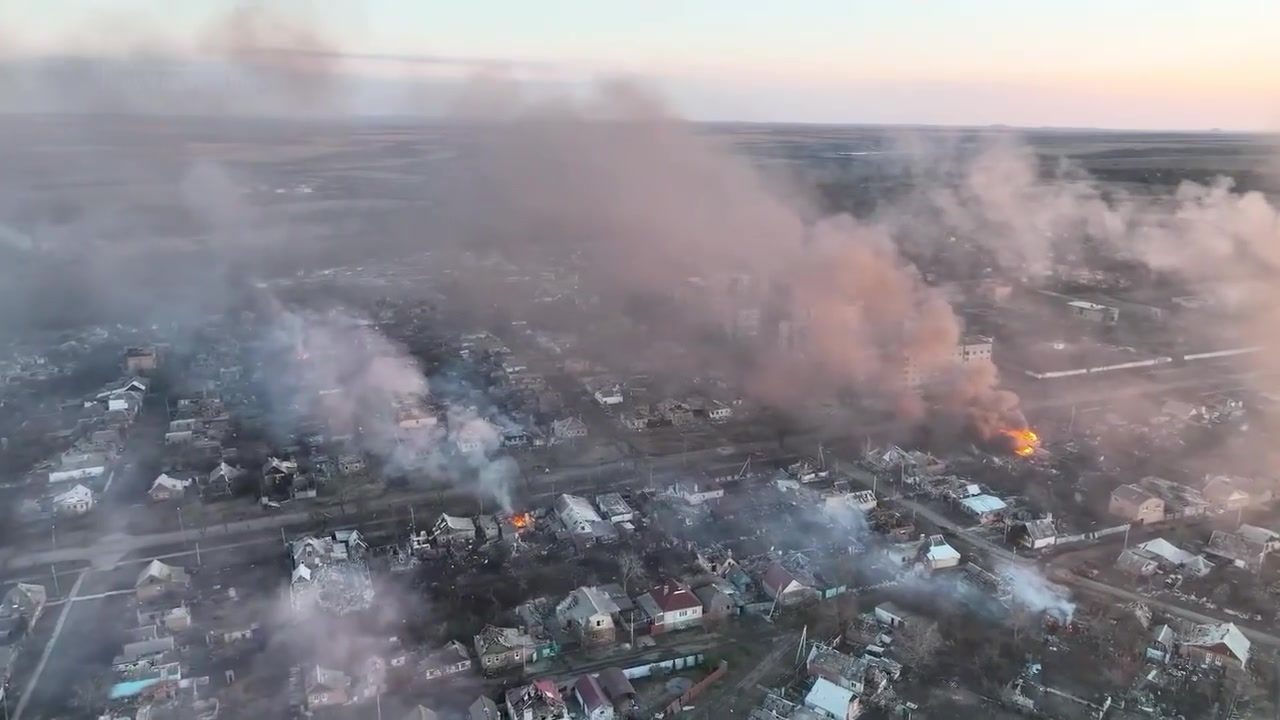
Město Bachmut uprostřed bojů v dubnu 2023

V průběhu ruské invaze skupina nabyla na významu pro ruské válečné úsilí vzhledem k některým nedostatkům ruských pravidelných ozbrojených sil a o její činnosti začala informovat i oficiální média, která její existenci předtím zamlčovala. Skupině bylo také povoleno zahájit nábor nových žoldáků mezi odsouzenými ve výkonu trestu, kterým je kromě vysokých finančních odměn nabízeno i prominutí zbytku trestu. V roce 2023, zejména při problémech ruské strany během mnohaměsíčního dobývání města Bachmut, se začaly vyostřovat spory mezi wagnerovci a regulérní armádou a rivalita jejich představitelů, Prigožina a ministra obrany Sergeje Šojgua.
V říjnu 2022 podle investigativního serveru Insider požádal kontraktor Wagnerovy skupiny ve Francii o azyl a nabízí výměnou informace o zapojení do invaze na Ukrajině a páchání údajných válečných zločinů zejména v Luhanské oblasti. Není jediným vypovídajícím členem skupiny.
Dne 20. ledna 2023 nelegálně přešel rusko-norskou státní hranici bývalý člen Wagnerovy skupiny Andrej Medvěděv, který poté v Norsku požádal o politický azyl. Uvedl, že byl velitelem menší jednotky skupiny, a vyjádřil ochotu spolupracovat s mezinárodním vyšetřováním jejích válečných zločinů.

### Vzpoura v červnu 2023
V pozdních večerních hodinách v pátek 23. června 2023 začala Wagnerova skupina obsazovat velitelská stanoviště v Rostově na Donu a Voroněži a vyhlásila boj proti ministerstvu obrany. Ruský prezident Vladimir Putin to označil za vzpouru. V sobotu 24. června, po zprostředkování rozhovorů běloruským prezidentem Lukašenkem (slibu beztrestnosti), dal Prigožin příkaz k návratu svých jednotek do Rostova na Donu, když byly vzdáleny od Moskvy již pouhých 200 kilometrů. Část wagnerovců se měla přesunout do Běloruska.